# ری اون-گیونگ
ری اون-گیونگ (انگلیسی: Ri Un-gyong؛ زادهٔ ۱۹ نوامبر ۱۹۸۰) بازیکن فوتبال زن اهل کره شمالی بود.
وی همچنین در تیم ملی فوتبال زنان کره شمالی بازی کرده است.